# Willem Cuser (senior)

Wapen van Willem Cuser

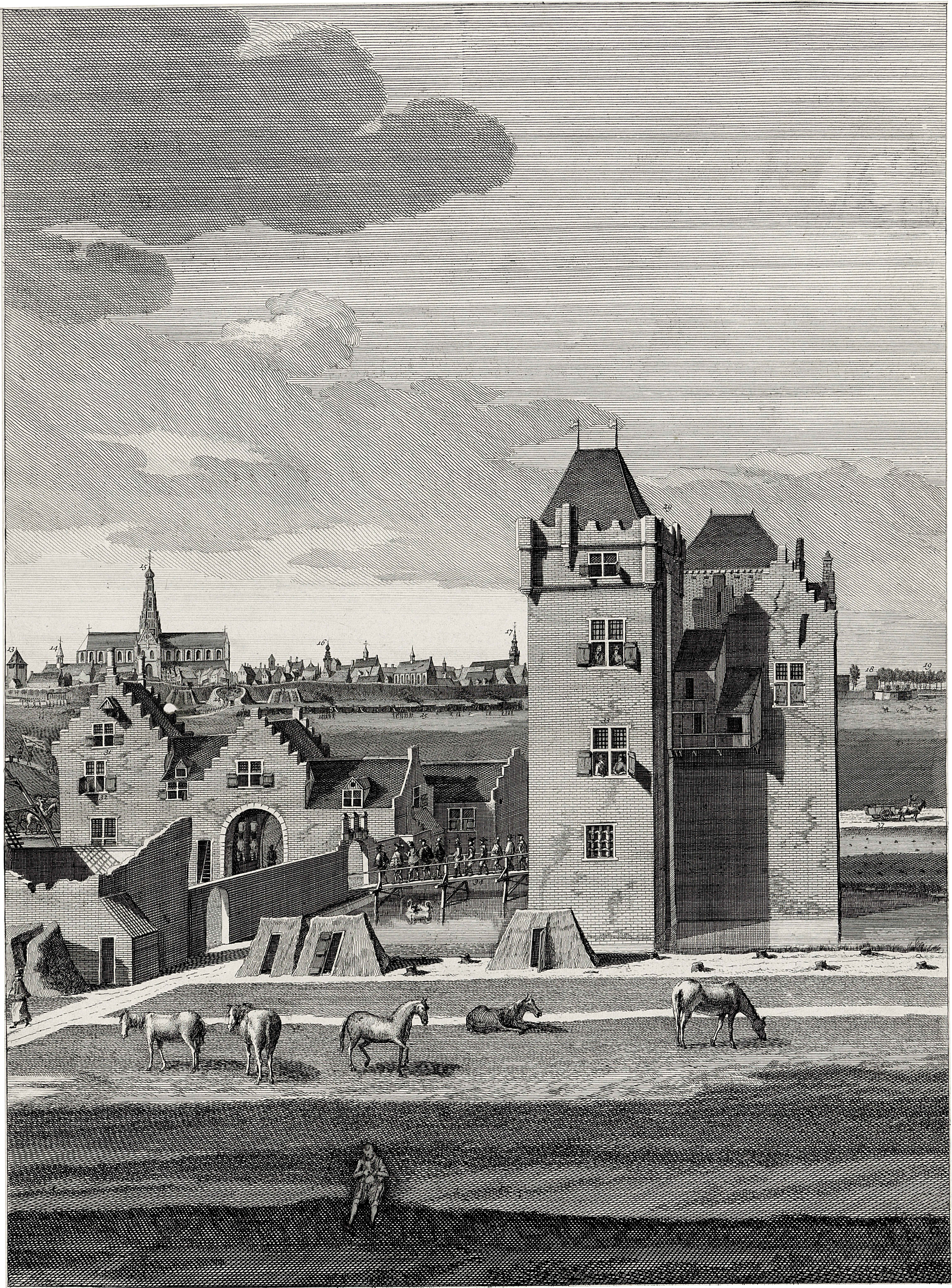
Ter Kleef tijdens het beleg van Haarlem in 1572-1573. Hendrik Speelman

Willem Cuser (Schoten, ca. 1290 - 13 januari 1355) werd rond 1290 geboren. Vaak wordt hij als bastaardzoon van Jan II van Avesnes gezien, dit is echter onjuist. Wel was hij een kleinzoon of achterkleinzoon van Jan van Avesnes en Aleid van Holland.

## Biografie
Willem Cuser wordt in 1318 als slotvoogd van kasteel Tollenburg in De Mars bij Rhenen genoemd, dat onder aanvoering van Dirk van Lienden werd verbrand tijdens een opstand van de Neder-Betuwers. In 1320 werd hij daarvoor schadeloos gesteld met hulp van de graaf van Holland. In 1331 trok Cuser in opdracht van Jan van Diest, de bisschop van Utrecht tegen een zekere Hendrik, kastelein van Hagestein. In 1336 is hij baljuw van Amstelland en kastelein van het Muiderslot. 
Zijn status als bastaardzoon van de graaf van Holland werd zeker niet geheim gehouden. In een brief van de Hollandse graaf noemt hij Willem 'onse neve'. Daarnaast was hij een belangrijk man, wat blijkt uit zijn bezittingen en zijn bestuurlijke functies. Hij woonde in het latere Huis ter Kleef. 

### Familie
Hij trouwde voor 1327 met Ida van Oosterwijk, dochter van Coen, heer van Oosterwijk en na haar overlijden voor de tweede keer met jonkvrouw Mechteld van Heemstede.
Kinderen: (uit het 1e huwelijk)
- Coenraad, geboren ca. 1325, heer van Oosterwijk, Amstelveen, Sloten, Osdorp en Schoterbosch.
- Meijne, vóór of in 1336 gehuwd met Claes Dirksz van Swieten, genaamd Drakenburg, uit het geslacht Van Swieten, die in 1350 met 18 anderen in Delft werd doodgeslagen door aanhangers van de Kabeljauwse factie.

## Kleinzoon met dezelfde naam
Willem Cuser moet niet worden verward met zijn kleinzoon, Willem Cuser (± 1365–1392), zoon van Coenraad, die een functionaris was aan het hof van Albrecht van Beieren (1336-1404), en in 1392 samen met Aleid van Poelgeest bij een moordaanslag in Den Haag om het leven kwam. 